# ホースホロー風力エネルギーセンター
ホースホロー風力エネルギーセンター（英語: Horse Hollow Wind Energy Center）はテキサス州テイラー郡とノーラン郡にまたがる集合型風力発電所。最大発電量で735.5MWの容量を持つとされる。47,000エーカー (19,000 ha) の範囲に291機のGE1.5MW風力発電機と、139機のシーメンス2.3MW風力発電機が設置されている。
この発電施設はブラットナー・エナジーによって3段階で建設された。2005年、事業開発者であるネクステラ・エナジーと建設請負会社のブラットナー・エナジーは最初の142機のGE1.5MW風力発電機を構築し、運用を開始した。第2工期では2006年代2四半期に130基のシーメンス2.3MW風力発電機が加えられた。「ホースホロー拡張計画」と呼ばれた第3工期では2006年末にネクステラ社はテトラテックと共に149基のGE1.5MW風力発電機を建設し、運用を開始した。
ホースホロー風力エネルギーセンターは全国の風力発電施設に対する迷惑訴訟の対象の一つとなった。風力発電所の地域の原告は多くが100-700エーカーの所有地に住んでいる人々であり、もともとは2005年6月に風力発電機の外観を巡って提訴した。しかし、すぐ後に裁判官はテキサスの法の下では彼らは風力発電所の外観に対して訴えることができないと判決を下した。訴訟側はその後発電機によって発生する音の問題に訴えを移し、豊富な騒音測定を行った。 陪審員らは風力発電所は告発されたような「民間への迷惑」を生み出していないとして、原告の訴えを認めなかった。
ネクステラ・エナジー・リソースは子会社も含め、ホースホローのほかに米国国内で46箇所の風力発電所を所有運営しており、導入容量は最大時で10,000MWである。これはアメリカの一般家庭100万戸に十分な電力を供給することが可能な電力量である。

## 註
1. 1 2  FPL Energy, LLC (2007年9月7日). “Horse Hollow Wind Energy Center now largest wind farm in the world”.   FPL Energy, LLC. 2007年6月14日閲覧。
2. ↑  "Wind energy scores major legal victory in U.S." Inside Greentech, 20 December 2006.
3. ↑  http://www.nexteraenergyresources.com/news/contents/2012/121812.shtml